# بیاچیز
بیاچیز (به فرانسوی: Biaches) یک منطقهٔ مسکونی در فرانسه است که در canton of Péronne واقع شده‌است. بیاچیز ۶٫۵۲ کیلومتر مربع مساحت و ۳۸۰ نفر جمعیت دارد و ۵۰ متر بالاتر از سطح دریا واقع شده‌است.